# Wólka (rejon janowski)
Wólka (biał. Вулька, Wulka; ros. Вулька, Wulka) – wieś na Białorusi, w obwodzie brzeskim, w rejonie janowskim, w sielsowiecie Mochre, nad Piną i przy drodze republikańskiej R144.

## Historia
W dwudziestoleciu międzywojennym leżała w Polsce, w województwie poleskim, w powiecie pińskim, w gminie Brodnica. W 1921 wieś liczyła 135 mieszkańców, zamieszkałych w 27 budynkach. Wszyscy oni byli Białorusinami wyznania prawosławnego.
Po II wojnie światowej w granicach Związku Sowieckiego. Od 1991 w niepodległej Białorusi.